# シルヴァン・シャヴァネル
シルヴァン・シャヴァネル（Sylvain Chavanel、1979年6月30日- ）は、フランス、シャテルロー出身の自転車競技ロードレース選手。

## 経歴
弟、セバスティアン・シャヴァネルもプロロードレース選手。
2000年
- ブリオシェ・ラ・ブランジェールとプロ契約を結ぶ。

2001年
- ツール・ド・フランスに初出場（総合65位）
- ツール・ド・ラブニール総合3位。

2002年
- ダンケルク4日間レース総合優勝

2003年
- ツール・デュ・オー・ヴァル優勝

2004年
- ダンケルク4日間レース 総合優勝
- ツール・ド・ベルギー 総合優勝
- ポリノルマンド 優勝
- ツール・デュ・ポワトゥー＝シャラント 区間2勝（第3、第4）

2005年
- コフィディスに移籍。
- フランス選手権・個人タイムトライアル（ITT）優勝
- シルキュイ・ド・ラ・サルト 総合優勝、区間1勝（第4）
- ツール・デュ・ポワトゥー＝シャラント 総合優勝。

2006年
- フランス選手権・ITT 優勝
- ツール・デュ・ポワトゥー＝シャラント 総合優勝

2007年
- ツール・ド・フランスの第5から第7ステージまで、マイヨ・グランペール（山岳賞部門首位）を保持。
- ブエルタ・ア・エスパーニャでは総合16位に入った。

2008年
- ツール・メディテラネアン 区間1勝（第5）。
- パリ〜ニース 区間1勝（第6）。
- ドワルス・ドール・フラーンデレン 優勝。
- ブラバントス・パイル 優勝。
- カタルーニャ一周 区間1勝（第4）。
- フランス選手権・ITT 優勝
- ツール・ド・フランスでは総合61位ながらも、第19ステージを制覇した他、第2、6、19ステージの敢闘賞（ドサール・ルージュ）を獲得。また大会通じての敢闘賞（スーパー敢闘賞）も獲得した。
- ブエルタ・ア・エスパーニャでは、第6ステージ終了後にマイヨ・オロ（ゴールデンジャージ）を獲得した。だがこのマイヨ・オロは第7ステージが悪天候で中継が大幅縮小+シャヴァネルが得意でない山岳コースであったこともあり、アシストの援護はあったものの約3分遅れの区間15位に終わってしまい、念願のマイヨ・オロを1日で手放す事になったあげく、6ステージの表彰台+ゴール間際の数秒しか配信されないという運の無さを見せてしまった。

2009年
- クイックステップに移籍。
- パリ〜ニースの第3ステージを制して総合3位。
- パリ〜ルーベ 8位。
- ツール・ド・フランスは総合20位
- エネコ・ツアーではプロローグを制した他、総合でも2位に入った。

2010年
- ツール・ド・フランス 区間2勝（第2、第7）、2日間（第2及び第7ステージ終了後）マイヨ・ジョーヌ着用。総合31位だったが、シリーズ通じての総合敢闘賞（スーパー敢闘賞）を獲得。

2011年
- ロンド・ファン・フラーンデレン 2位
- 国内選手権・ロードレース 優勝
- ブエルタ・ア・エスパーニャ
  - 総合首位 第4〜7

2012年
- パリ〜ニース 総合8位
- デ・パンネ3日間 総合優勝
- ロンド・ファン・フラーンデレン 10位
- フランス選手権・ITT 優勝
- ロンドン五輪・個人ロード 20位
- エネコ・ツアー 総合2位
- ロードレース世界選手権
  -  チームタイムトライアル 優勝（+  トム・ボーネン、トニー・マルティン、ニキ・テルプストラ、クリストフ・ファンデワル、ペーター・ヴェリトス）
  - ITT 15位

2013年
- パリ〜ニース
  - ポイント賞
  - 区間1勝(第6)
  - 総合5位
- ミラノ〜サンレモ 4位
- E3・ハレルベーク 6位
- デ・パンネ3日間 総合優勝
- ブラバントス・パイル 4位
- フランス選手権 ITT 優勝

2014年
- ツール・デュ・ポワトゥー＝シャラント
- GP西フランス・プルエー

## 特徴
国内選手権ITT制覇の一方いくつかのレースを勝っているが、コフィディス時代、クイックステップ時代両方で、総合優勝ではなく逃げ勝ちを狙うルーラー的脚質が目立つ。